# 윤원거 묘비
윤원거 묘비는 대한민국 충청남도 공주시 계룡면에 있다. 1997년 6월 5일 공주시의 향토문화유적 제19호로 지정되었다.